# Philadelphus calcicola
Philadelphus calcicola är en hortensiaväxtart som beskrevs av Shiu Ying Hu. Philadelphus calcicola ingår i släktet schersminer, och familjen hortensiaväxter. Inga underarter finns listade i Catalogue of Life.